# K7 (Berg)
Der K7 ist ein 6934 m hoher Berg in Gilgit-Baltistan in Pakistan.

## Lage
Er befindet sich in den Masherbrum-Bergen im Karakorum. Sein südlicher Nachbar ist der 7041 m hohe Link Sar. Auf der Westseite befindet sich der Charakusagletscher, der nach Nordwesten zum Flusstal des Hushe strömt. Im Osten liegt der Kaberigletscher, der nach Süden abfließt.

## Besteigungsgeschichte
Die Erstbesteigung gelang Mitgliedern einer japanischen Expedition am 8. August 1984.
Das Basislager wurde am Charakusagletscher errichtet. Die Aufstiegsroute führte über den Südwestgrat. Die Gipfelmannschaft umfasste Akira Kamizawa, Eizo Mitani und Kakoto Takenata. Am Folgetag erreichten Toichiro Nagata, Michiyuki Matsuda und Atsuro Chiba ebenfalls den Gipfel.